# Пеле: Раждането на една легенда
„Пеле: Раждането на една легенда“ (на английски: Pelé: Birth of a Legend) е американски биографичен филм за ранните години на футболната легенда Пеле. Филмът е на режисьорите Джеф Цимбалист и Майкъл Цимбалист от 2016 г.
Премиерата на филма е на 6 май 2016 г. в САЩ. В България за първи път ще бъде показан на 9 март 2017 г. в Дом на киното в София по време на XXI Международен София Филм Фест.